# Madison Bear
 (novembre 2021).
La mise en forme du texte ne suit pas les recommandations de Wikipédia : il faut le « wikifier ».
Les points d'amélioration suivants sont les cas les plus fréquents. Le détail des points à revoir est peut-être précisé sur la page de discussion.
- Les titres sont pré-formatés par le logiciel. Ils ne sont ni en capitales, ni en gras.
- Le texte ne doit pas être écrit en capitales (les noms de famille non plus), ni en gras, ni en italique, ni en « petit »…
- Le gras n'est utilisé que pour surligner le titre de l'article dans l'introduction, une seule fois.
- L'italique est rarement utilisé : mots en langue étrangère, titres d'œuvres, noms de bateaux, etc.
- Les citations ne sont pas en italique mais en corps de texte normal. Elles sont entourées par des guillemets français : « et ».
- Les listes à puces sont à éviter, des paragraphes rédigés étant largement préférés. Les tableaux sont à réserver à la présentation de données structurées (résultats, etc.).
- Les appels de note de bas de page (petits chiffres en exposant, introduits par l'outil «  Source ») sont à placer entre la fin de phrase et le point final[comme ça].
- Les liens internes (vers d'autres articles de Wikipédia) sont à choisir avec parcimonie. Créez des liens vers des articles approfondissant le sujet. Les termes génériques sans rapport avec le sujet sont à éviter, ainsi que les répétitions de liens vers un même terme.
- Les liens externes sont à placer uniquement dans une section « Liens externes », à la fin de l'article. Ces liens sont à choisir avec parcimonie suivant les règles définies. Si un lien sert de source à l'article, son insertion dans le texte est à faire par les notes de bas de page.
- La présentation des références doit suivre les conventions bibliographiques. Il est recommandé d'utiliser les modèles {{Ouvrage}}, {{Chapitre}}, {{Article}}, {{Lien web}} et/ou {{Bibliographie}}. Le mode d'édition visuel peut mettre en forme automatiquement les références.
- Insérer une infobox (cadre d'informations à droite) n'est pas obligatoire pour parachever la mise en page.

Pour une aide détaillée, merci de consulter Aide:Wikification.
Si vous pensez que ces points ont été résolus, vous pouvez retirer ce bandeau et améliorer la mise en forme d'un autre article.
Pour les articles homonymes, voir Bear.
Ne doit pas être confondu avec Madison Beer.
Madison Bear, née le 26 avril 1997 à Portage (Wisconsin), aux États-Unis, est une joueuse professionnelle de curling américaine. Elle fut doublement championne des États-Unis ainsi que finaliste mondiale dans la catégorie junior.

## Carrière de curleuse
En 2015, elle participe pour la première fois au Championnat de Curling Junior des États-Unis en tant que capitaine d'une équipe composée de Jenna Burchesky, en tant que n°3 (third), d'Allison Howell, en n°2 (second) et enfin Annmarie Dubberstein, en n°1 (lead). Bien que ce soit leur première compétition nationale, l'équipe de Bear se voit qualifiée pour la finale qu'elles finissent par perdre contre le champion en titre Cory Christensen.
Madison Bear rejoint l'équipe de Christensen la saison suivante, en tant que n°1. Cette équipe comptait également Sarah Anderson et Taylor Anderson. Dans cette nouvelle équipe, Bear remporte sa première épreuve du World Curling Tour, restant invaincue au St. Paul Cash Spiel de 2015. À la suite d'un record de son équipe de 11 victoires et zéro défaites au Championnat National Junior de 2016, Bear obtient le premier titre national junior sans jamais avoir eu besoin de jouer un match complet de dix manches,.
En remportant les Championnats Nationaux de la catégorie Junior, l'équipe Christensen a accès au Championnat National Féminin à Jacksonville, en Floride, où elle décroche la quatrième place pour les qualifications de poules avec un résultat de 3-3 dans le tournoi. Elles battent Jamie Sinclair dans le match éliminatoire à 3 contre 4, mais perdent ensuite contre Nina Roth en demi-finale, ce qui leur vaut la médaille de bronze.
La victoire au championnat national junior a également valu à Bear sa première chance de représenter les États-Unis aux Championnats Mondiaux Junior à Copenhague. L'équipe de Bear a terminé le tournoi avec un record de 7-2, suffisant pour être la deuxième tête de série dans le système des éliminatoires par phase. Dans le match éliminatoire 1 contre 2, l'équipe Christensen remporte la victoire contre la première équipe du classement, le Canada, menée par Mary Fay. Cette victoire ouvre pour les États-Unis une voie directe vers la finale, où ils ont affrontent finalement le Canada, cette fois-ci en s'inclinant sur un score de 4-7 et en remportant seulement la médaille d'argent.
Pour la saison 2016-17, Bear reprend la compétition avec sa propre équipe, composée cette fois de Cora Farrell, Cait Flannery et Lexi Lanigan. Battue par Annmarie Dubberstein en finale, l'équipe Bear décroche la médaille d'argent aux Championnats Nationaux Juniors 2017. Bear est tout de même retournée au Mondial Juniors en tant que remplaçante pour l'équipe de Dubberstein et a fini à la 7e place.
Au cours de sa dernière saison en tant que curleuse junior, Bear a retrouvé ses coéquipières juniors de la premiere heure : Dubberstein, Burchesky et Howell. Elles remportent la médaille d'or au championnat national junior des États-Unis de 2018, ce qui vaut à Bear son troisième séjour consécutif aux championnats du monde juniors. À la finale des Championnats du monde juniors 2018 à Aberdeen, en Écosse, Bear et son équipe frôlent les éliminatoires, se classant à la cinquième place.
Ne faisant désormais plus partie de la catégorie junior pour la saison de curling 2018-19, Bear réintègre l'équipe de Christensen en tant que N°1. L'équipe accueille également une nouvelle entraîneuse, la canadienne Darah Blandford, dans sa première année au sein du Programme de Hautes Performances de l'USCA. L'équipe Christensen est choisie pour représenter les États-Unis lors de la troisième de étape de la Coupe du Monde de Curling se déroulant à Jönköping, en Suède. La Coupe du Monde de Curling est un tournoi international en quatre parties qui se déroule dans le monde entier pendant la saison de curling. Elles terminent avec un résultat de 3-3. Aux championnats féminins des États-Unis de 2019, elles terminent le tournoi à la ronde avec un bilan de 5-2, ce qui leur confère la troisième place pour les éliminatoires de sélection. Au cours du match éliminatoire 3 contre 4, elles battent l'équipe de Stephanie Senneker par un point, 9-8. En demi finale contre l'équipe de Nina Roth, le match est serré jusqu'au dernier moment. Finalement, comme trois ans auparavant, c'est Roth qui remporte la victoire, permettant ainsi à l'équipe Christensen de remporter la médaille de bronze,.
Peu après la fin de la saison, il est annoncé que l'équipe de Christensen se dissolvait et que Bear serait à nouveau capitaine de sa propre équipe. Pour la saison 2019-20, Jenna Burchesky et Lexi Lanigan rejoignent Bear, ainsi que Katie Dubberstein et Emily Quello. Bear n'a pas pu se qualifier pour le championnat féminin des États-Unis de 2020, se faisant éliminer du Challenge Round avec un score de 2 à 3. Un autre changement d'équipe s'opère pour Bear à la saison suivante, car en juin 2020, l'Association Américaine de Curling déclare qu'elle serait la Capitaine de la nouvelle équipe nationale féminine U-25. Le programme de l'équipe U-25, qui signifie les moins de 25 ans, a été ajouté en 2020 comme une nouvelle partie du programme de haute performance avec l'intention de combler le fossé de développement entre les juniors et le curling féminin. Bear est également sélectionnée, avec son coéquipier Andrew Stopera, pour faire partie de l'équipe nationale de double mixte U-25 pour la saison 2020-21.
En dépit d'une année difficile entachée par le COVID-19, Bear a tiré le meilleur parti de sa saison 2020-21. À la " bulle " de Wausau, dans le Wisconsin, Bear remporte la médaille d'argent du Championnat Américain de double mixte de 2021 et la médaille de bronze du Championnat Américain Féminin 2021. La médaille d'argent la qualifie, ainsi que Stopera, pour les Sélections Olympiques de double mixte Américains de 2021.

## Équipes

### Féminines
| Saison    | Capitaine            | N°3 (third)          | N°2 (second)      | N°1 (lead)           | Remplaçante       | Entraîneur      | Événements                                            |
| --------- | -------------------- | -------------------- | ----------------- | -------------------- | ----------------- | --------------- | ----------------------------------------------------- |
| 2014-15   | Madison Bear         | Jenna Burchesky      | Allison Howell    | Annmarie Dubberstein |                   |                 | 2015 USJCC</img>                                      |
| 2015-16   | Cory Christensen     | Sarah Anderson       | Taylor Anderson   | Ours Madison         | Christine McMakin | Dave Jensen     | 2016 USJCC</img> · 2016 USWCC</img> · 2016 WJCC</img> |
| 2016-17   | Madison Bear         | Cora Farrell         | Cait Flannery     | Lexi Lanigan         | Rébecca Miles     |                 | 2017 USJCC</img>                                      |
| 2016-17   | Annmarie Dubberstein | Christine McMakin    | Jenna Burchesky   | Allison Howell       | Ours Madison      |                 | 2017 WJCC (7e)                                        |
| 2017–18   | Madison Bear         | Annmarie Dubberstein | Jenna Burchesky   | Allison Howell       | Leah Yavarow      |                 | 2018 USJCC</img> · <br /> 2018 WJCC (5e)              |
| 2018–19   | Cory Christensen     | Vicky Persinger      | Jenna Martin      | Ours Madison         |                   | Darah Blandford | CWC/3 (5e) · USWCC 2019</img>                         |
| 2019-20   | Madison Bear         | Jenna Burchesky      | Katie Dubberstein | Lexi Lanigan         | Emily Quello      | Darah Blandford |                                                       |
| 2020-2021 | Madison Bear         | Annmarie Dubberstein | Taylor Drees      | Allison Howell       |                   | Jordan Moulton  | 2021 USWCC</img>                                      |
| 2021-2022 | Madison Bear         | Annmarie Dubberstein | Taylor Drees      | Allison Howell       |                   |                 |                                                       |

### Double mixte
| Saison    | Femme        | Homme          | Événements         |
| --------- | ------------ | -------------- | ------------------ |
| 2019-20   | Madison Bear | Andrew Stopera | 2020 USMDCC (8ème) |
| 2020–21   | Madison Bear | Andrew Stopera | 2021 USMDCC        |
| 2021-2022 | Madison Bear | Andrew Stopera |                    |